# 杭州双溪竹海漂流景区
杭州双溪竹海漂流景区是位于杭州市余杭区径山镇的一个旅游景点，为国家4A级景区。景区由杭州双溪旅游开发有限公司开发，公司成立于1998年，2000年底转制为有限责任公司，现有员工300余人。

## 简介
景区占地7.5平方公里，凭借“水清、竹多、落差大”的自然优势和“茶文化、竹文化、水文化、佛文化、农耕文化”的有机结合，推出了雨漂、夜漂、冬漂、皮筏漂等各种漂流，以及茶圣节、烧烤节、狂欢节、戏水节等各种活动。共有双溪叠月、陆羽泉、苎翁垂钓、山歌对唱、夹堰险漂、双龙戏水等十多个景点。

## 游玩
- 竹筏漂流：100元（漂流+牛车）+10元（游览车），皮筏漂流：125元+10元；1.2米以下儿童半价；[2]
- 营业时间：日间7：30--17：00，夜间18：30--20：30 (7月11日--9月28日)
- 交通：杭州直通车：杭州旅游集散中心，每周3、5、6日上午8：30时开班，下午3：30时双溪返程。